# 迪莉娅·爱克力
迪莉娅·朱莉娅·爱克力(1875年-1970年)，公众熟悉的呢称：米吉，一名美国女探险家，出生于威斯康星州海狸水坝镇，是爱尔兰移民帕特里克与玛格丽特(汉贝莉)·丹宁的女儿。

## 生活
1902年，迪莉娅嫁给了动物标本师、艺术家和发明家卡尔·E·爱克力，纽约美国自然历史博物馆非洲馆筹建人，在那里，他发起并监督制作了许多著名的动物标本。早年也曾在芝加哥菲尔德自然历史博物馆工作过。迪莉娅随卡尔远征狩猎，并管理接收两大博物馆非洲部分中心展区中最重要的标本；展示在美国自然历史博物馆非洲馆中的一组非洲大象家族就是迪莉娅猎取的。
当时在肯尼亚猎取的大象是美国自然历史博物馆非洲馆部分最重要的展品。一次，卡尔·爱克力与一队挑夫、助手外出狩猎时，遭到一头公象的攻击。大家惊慌失所、四处逃散，都以为他完了。但最后他能幸存下来，很大程度上归就于妻子迪莉娅及时赶回到他身边，并带回二个最初因恐惧而逃离的挑夫。 
卡尔受伤很重，但迪莉娅在这个多山的国家历经一段艰险跋涉后，将他送到了医院，并伴在他身边悉心照料，从死亡的边缘将他拉回2。1920年，卡尔从黑尿热中康复，带着一只叫“J.T. Jr”的迷人宠物猴回到了纽约，这只宠物猴是他上次在肯尼亚探险中购买的。回到纽约后，卡尔·爱克力主要时间都在为博物馆标本模型筹款，并与玛丽·乔布逐惭熟络。与此同时，迪莉娅却越来越多地忙于照料和研究 J.T，这只非常机灵和有嫉妒心的灵长动物。目前尚不清楚具体何种原因使得爱克力夫妇之间关系越来越紧张，最后二人终于在1923年离婚。1923年卡尔娶了第二任妻子-玛丽，当时他已60岁，而她在1924年还仅38岁。卡尔·爱克力与他的新妻子重新返回非洲，继续从事狩猎和研究山地大猩猩。1926年卡尔被诊断出患上痢疾，但病势发展凶猛，出现七窍大量出血(有可能是埃博拉病毒)，最后，死在了探险途中。  
1924年迪莉娅离婚后，继续在非洲大地旅行，主持自己的探险事业，并更加集中地了解那些不常与外界接触的部落，如“森林之子”俾格米人3. ，她是第一个探索肯尼亚与埃塞俄比亚间沙漠的西方人之一；她乘坐独木舟，从印度洋进入塔纳河进行探索；她还与扎伊尔伊图里森林的俾格米人共同住了好几个月。
迪莉娅·爱克力于1970年去世，享年95岁。她的自传体作品包括《丛林肖像》和《真实的故事！》，《"J.T. Jr."非洲小猴传》是第一个写非人类灵长动物传记的作者之一。
她与克里斯蒂娜·多德韦尔、玛丽·金斯利、佛罗伦萨·贝克和亚历山大·廷尼一道，是马戈·麦克伦指定的五本女性非洲探险主题书之一(1997).。

## 参阅资料
1. ↑  我们惊人的星球员工. . LiveScience.com. 2012年4月30日  [2012年4月30日]. （原始内容存档于2016年3月4日）.
2. ↑  "《丛林肖像》", "丛林救援," pp 249-249,迪莉娅·爱克力撰写,麦克米兰 1930年
3. ↑  《丛林肖像》,迪莉娅·朱莉娅·爱克力,1930年 MacMillan, 第159-229页
4. ↑  马戈·麦克伦,在非洲的女探险家: 克里斯蒂娜·多德韦尔、迪莉娅·爱力克、玛丽·金斯利、佛罗伦萨·冯·萨斯-贝克和亚历山大·廷尼(凯普斯出版,1997年)

## 文献来源
- 《"J.T. Jr."非洲小猴传》, 迪莉娅·爱力克,1928年, 麦克米伦公司OCLC 547783
- 《阁楼中的恐龙》,道格拉斯.J.普雷斯顿,1986年
- 《丛林肖像》, 迪莉娅·爱力克,1930年,麦克米伦公司